# Hendrik Cohen (Engelandvaarder)
Hendrik Cohen (Haarlem, 5 september 1919 – Sobibór, 11 juni 1943) was Engelandvaarder.

## Biografie
Hendrik Cohen werd geboren in Haarlem als zoon van Hartog Cohen en Rika Hartog. Zijn vader was een broer van Hendrik Cohen, de grootvader van Job Cohen.

### Engelandvaart
Toen de Tweede Wereldoorlog uitbrak was Hendrik Cohen student farmacie. Samen met Jelke Bosch, Henk Bouvy, Rudolph Cort van der Linden, Joop van der Meij, John Siliacus en Johannis Evert van der Slikke  probeerde Cohen naar Engeland te gaan. Ze vertrokken vanuit de westpunt van Wieringen, waar ze de boot van de dijk konden laten glijden naar het Amsteldiep.
Het plan werd bedacht door Joop van der Meij, geholpen door twee voormalige officieren van de Hr.Ms. Van Galen, Henk Bouvy en John Siliacus. Ze kochten een boot van 6,45 meter lang, met ingebouwde motor en een extra buitenboordmotor. Bouvy moest ervoor zorgen dat de motoren goed werkten, Siliacus ging met Van der Meij naar een geschikte plaats zoeken voor de afvaart. Om de kosten te dekken werden nog vier mannen meegevraagd: Bosch, Cohen, Cort van der Linden (gestuurd door de Ordedienst) en Van der Slikke.
Op 20 september 1941 was het goed weer. Er was geen maan, er was oostelijke wind. De motor werkte en alles leek goed te gaan. Bij fort de Harssens bij Den Helder liep de boot even vast, maar dat was gauw verholpen. Van der Meij was stuurman, er werd richting Great Yarmouth gevaren, totdat de motor vast liep. De buitenboordkoeling bleek niet te werken.
Op zee werden ze opgepikt door een Duitse mijnenveger. Op tijd hadden ze belastend materiaal in zee gegooid. De mijnenveger bracht de zeven heren naar Hoek van Holland, waar ze verhoord werden. Ze hadden een goed verhaal ingestudeerd en lieten alleen de naam los van de leverancier van de boot, Doornbos in Diemen. Ook hij had een ingestudeerd verhaal. Toen de Duitsers hem vroegen wie Van der Meij was, antwoordde hij "Luitenant-ter-zee Hijmans van de Nederlandse Zeereddingsdienst".
Na zijn arrestatie werd Cohen in het Oranjehotel gevangengezet. In augustus 1942 werd hij getransporteerd naar het vernietigingskamp Sobibór in Oost-Polen, waar hij op 11 juni 1943 werd vermoord. De andere mannen overleefden de oorlog.

## Eerbetoon
- Zijn naam staat vermeld op de Erelijst van Gevallenen 1940-1945.[4]
- Zijn naam staat vermeld in de Dodenboeken van het Oranjehotel.[3]